# Egira tantiva
Egira tantiva är en fjärilsart som beskrevs av Smith 1909. Egira tantiva ingår i släktet Egira och familjen nattflyn. Inga underarter finns listade i Catalogue of Life.